# 英語圏

世界の英語圏地域。濃い青色は英語が公用語または事実上の（de facto）公用語となっている地域。薄い青色は英語が公用語であるが主要な言語ではない地域。

英語圏（えいごけん、英: English-speaking world, Anglosphere）は、公用語や国語に英語が定められている、もしくはそこに住む人々の主に話す言語が英語である国・地域の総称。
かつてイギリスやアメリカなどの植民地であった地域が、英語圏になっている場合が多い。
英語は、世界80カ国以上で話されている。

## 概要
国の公用語が英語であることは、国民や地域住民の過半数が英語を第一言語とする、もしくは英語を話す能力を備えていることとは限らない。
例えば、ジンバブエでは国民の大半がショナ語もしくは北ンデベレ語を日常会話に用いる。
世界の英語話者（第一言語として）の3分の2が集中するアメリカ合衆国では、憲法の規定としての公用語は存在していないが、事実上、英語の占める位置が圧倒的に優勢であるため、英語圏とみなされている。

## 英語が公用語・国語の地位にある国・地域

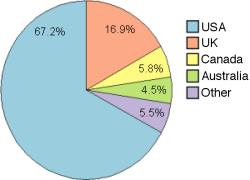
国別の英語話者人口 2/3をアメリカ合衆国一国が占める

### ヨーロッパ

#### 国と国家連合
- イギリス（イングランドのコーンウォール地方ではコーンウォール語も公用語。ウェールズではウェールズ語も公用語。スコットランドではスコットランド・ゲール語、スコットランド語も公用語。北アイルランドではアイルランド語、アルスタースコットランド語も公用語）
- アイルランド（アイルランド語が第一公用語。英語は第二公用語。ただし事実上、英語が優勢）
- マルタ（マルタ語と英語が公用語）
- 欧州連合（英語も含めて加盟国の24言語が公用語。詳細は欧州連合の言語を参照）

#### 王室属領・イギリス自治領
- ガーンジー（英語とフランス語が公用語）
- ジブラルタル
- ジャージー（英語とフランス語が公用語）
- マン島

### 北アメリカ
- アメリカ合衆国（公式な国の公用語はないが、国民の大部分の第一言語である英語が事実上の公用語。国民の1割はスペイン語話者。30の州においては、英語が公用語であると法律に定められている[1]。ニューメキシコ州ではスペイン語、ルイジアナ州ではフランス語、ハワイ州ではハワイ語も公用語）
- カナダ（ケベック州では唯一、フランス語だけが公用語、ニューブランズウィック州ではフランス語も公用語）

### 中央アメリカ

#### 国
- アンティグア・バーブーダ
- グレナダ
- ジャマイカ
- セントクリストファー・ネイビス
- セントビンセント・グレナディーン
- セントルシア
- トリニダード・トバゴ
- バハマ
- バルバドス
- ベリーズ（英語が公用語であり、国民のほとんどが英語もしくは英語の現地方言であるベリーズ・クレオール語を話す。また国民の約半数はスペイン語を話す。）

#### 地域
- プエルトリコ（アメリカ自治連邦区。英語も公用語だが住民の母語は大多数がスペイン語）
- アメリカ領ヴァージン諸島（アメリカ自治領）
- アンギラ（イギリス自治領）
- イギリス領ヴァージン諸島（イギリス自治領）
- ケイマン諸島（イギリス自治領）
- タークス・カイコス諸島（イギリス自治領）
- モントセラト（イギリス自治領）

### 南アメリカ
- ガイアナ
- フォークランド諸島（イギリスが自治領として実効支配）

### アジア

#### 国
- インド（準公用語）（ヒンディー語が国家（連邦レベル）の公用語で、各州の公用語にアッサム語・ウルドゥー語・オリヤー語・カンナダ語・グジャラート語・シンド語・タミル語・テルグ語・パンジャービー語・ベンガル語・マラーティー語・マラヤーラム語などがある）
- シンガポール（マレー語が国語。英語、中国語、マレー語、タミル語が公用語）
- マレーシア（マレー語が国語。英語、中国語、マレー語、タミル語が公用語）
- スリランカ（シンハラ語とタミル語が公用語。英語は準公用語）
- パキスタン（ウルドゥー語が国語。英語が公用語）[2]
- フィリピン（フィリピノ語が国語。フィリピノ語と英語が公用語）[3]

#### 地域
- クリスマス島（オーストラリア自治領）（主要言語は英語のほか、中国語、マレー語）
- ココス諸島（オーストラリア自治領）（主要言語は英語のほか、マレー語）
- 香港（中華人民共和国特別行政区）（主要言語は広東語。英語は公用語）

### アフリカ
- ウガンダ
- ガーナ
- カメルーン（フランス語と英語が公用語）[4]
- ガンビア
- ケニア（スワヒリ語と英語が公用語）
- ザンビア
- シエラレオネ
- ジンバブエ
- エスワティニ（スワジ語と英語が公用語）
- セーシェル（フランス語と英語が公用語）
- ソマリランド（公用語は英語とアラビア語。国語はソマリ語）
- タンザニア（スワヒリ語が国語。英語が公用語）[5]
- ナイジェリア
- ナミビア（公用語は英語だが、アフリカーンス語とドイツ語の方が主流）
- ボツワナ（公用語は英語。国語はツワナ語）
- マラウイ（公用語は英語。国語はチェワ語。他にトゥンブカ語）
- 南アフリカ共和国（英語、アフリカーンス語、コーサ語、スワティ語、ズールー語、ツォンガ語、ツワナ語、ベンダ語、南ンデベレ語、南ソト語、北ソト語が公用語）
- 南スーダン
- スーダン（英語も公用語だが、アラビア語が主流）
- モーリシャス（英語が公用語。ただし、モーリシャス・クレオール語、フランス語の方が優勢）
- リベリア
- ルワンダ（ルワンダ語、フランス語、英語が公用語）
- レソト（英語が公用語。主要言語は南ソト語）

### オセアニア

#### 国
- オーストラリア
- キリバス（キリバス語と英語が公用語）[6]
- サモア（サモア語と英語が公用語）[7]
- ソロモン諸島（英語が公用語。ピジン英語が共通語）[8]
- ツバル（公用語。国語はツバル語）
- トンガ（主要言語はトンガ語）
- ナウル（公用語はナウル語）
- ニュージーランド（国語）（英語とマオリ語が公用語）
- バヌアツ（ビスラマ語、英語、フランス語が公用語）[9]
- パプアニューギニア（公用語。共通語はピジン英語）
- パラオ（パラオ語と英語が公用語。アンガウル州は両言語と日本語が公用語）
- フィジー（公用語。主要言語はフィジー語・ヒンドゥスターニー語）
- マーシャル諸島（マーシャル語と英語が公用語）
- ミクロネシア連邦（公用語。主要言語はコスラエ語・チューク語・ポンペイ語・ヤップ語）
- クック諸島（公用語）
- ニウエ（ニウエ語と英語が公用語）

#### 地域
- アメリカ領サモア（アメリカ自治領）（共通語）
- 北マリアナ諸島（アメリカ自治領）（主要言語はカロリン語・チャモロ語）
- グアム（アメリカ自治領）（主要言語はチャモロ語）
- ハワイ（アメリカ合衆国）（ハワイ語と英語が共用語）
- トケラウ（ニュージーランド自治領）
- ノーフォーク島（オーストラリア自治領）（共通語、公用語）
- ピトケアン諸島（イギリス自治領）（共通語、公用語）

### 大西洋地域
- セントヘレナ（イギリス自治領）（共通語）
- バミューダ（イギリス自治領）（共通語、公用語）